# لسیا کریویتسکا
لسیا کریویتسکا (اوکراینی: Lesya Kryvytska؛ ۱۶ ژانویهٔ ۱۸۹۹ – ۷ نوامبر ۱۹۸۳) بازیگر اهل اوکراین بود.